# Rio Molonglo (Austrália)

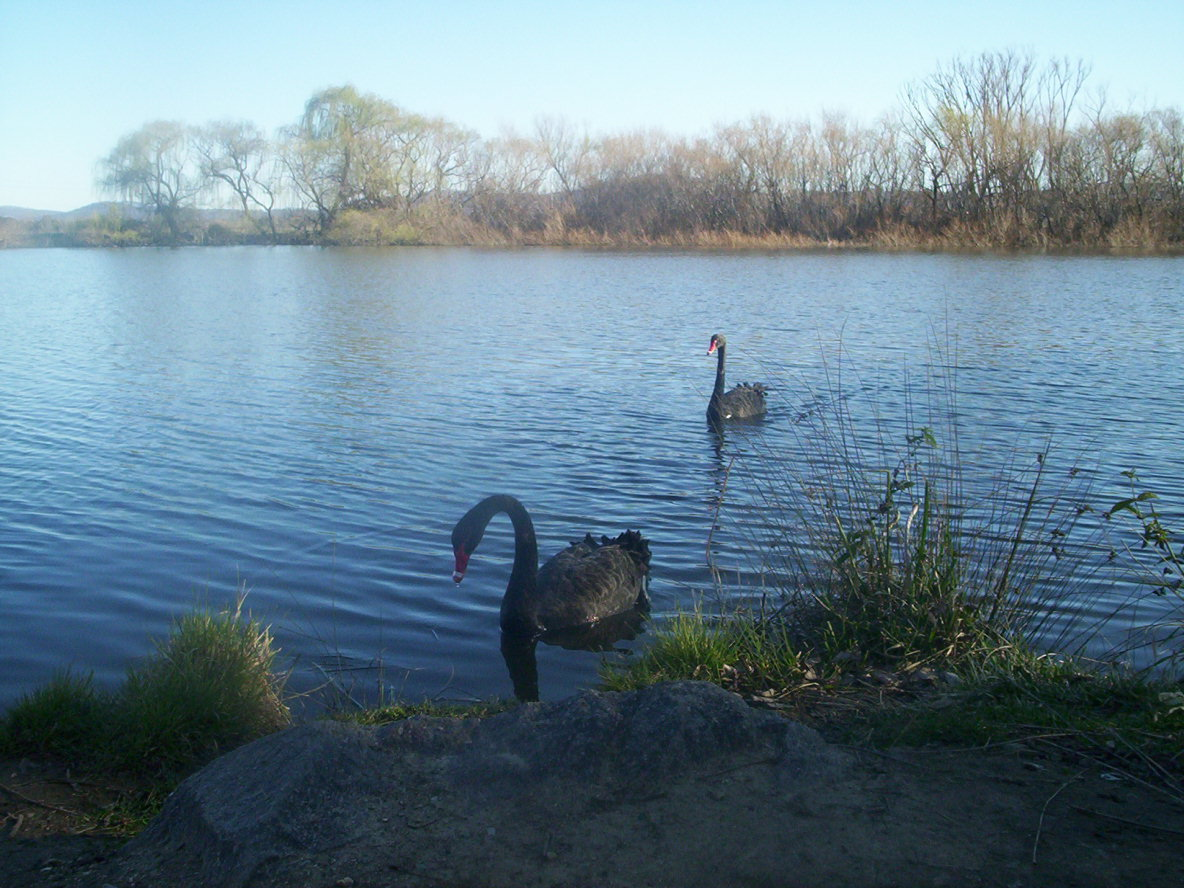
Cisnes no Rio Molongo

O rio Molonglo, um rio perene  que faz parte da bacia hidrográfica de Murrumbidgee na bacia Murray – Darling, está localizado nas regiões de Monaro e Capital Country de New South Wales e no Território da Capital Australiana, na Austrália .

## Localização e recursos
O rio nasce no lado oeste da Grande Cordilheira Divisória, na Floresta Estadual de Tallaganda, a 1130 metros (3,710 pés)  e flui geralmente de sul para norte antes de virar a noroeste, através Carwoola e nos arredores de Queanbeyan, onde tem confluência com seu principal afluente, o rio Queanbeyan, e depois continua através de Canberra, onde foi represado pela Scrivener Dam para formar o Lago Burley Griffin . O rio então flui para sua foz com o rio Murrumbidgee, perto do cruzamento de Uriarra . Ao longo de seus 115 quilômetros (71 milhas), o curso do rio Molonglo alterna entre longas planícies de inundação e estreitas gargantas rochosas várias vezes. Uma dessas planícies de inundação é chamada de planície de Molonglo .